# Hofkapelle (Hof Lilach)

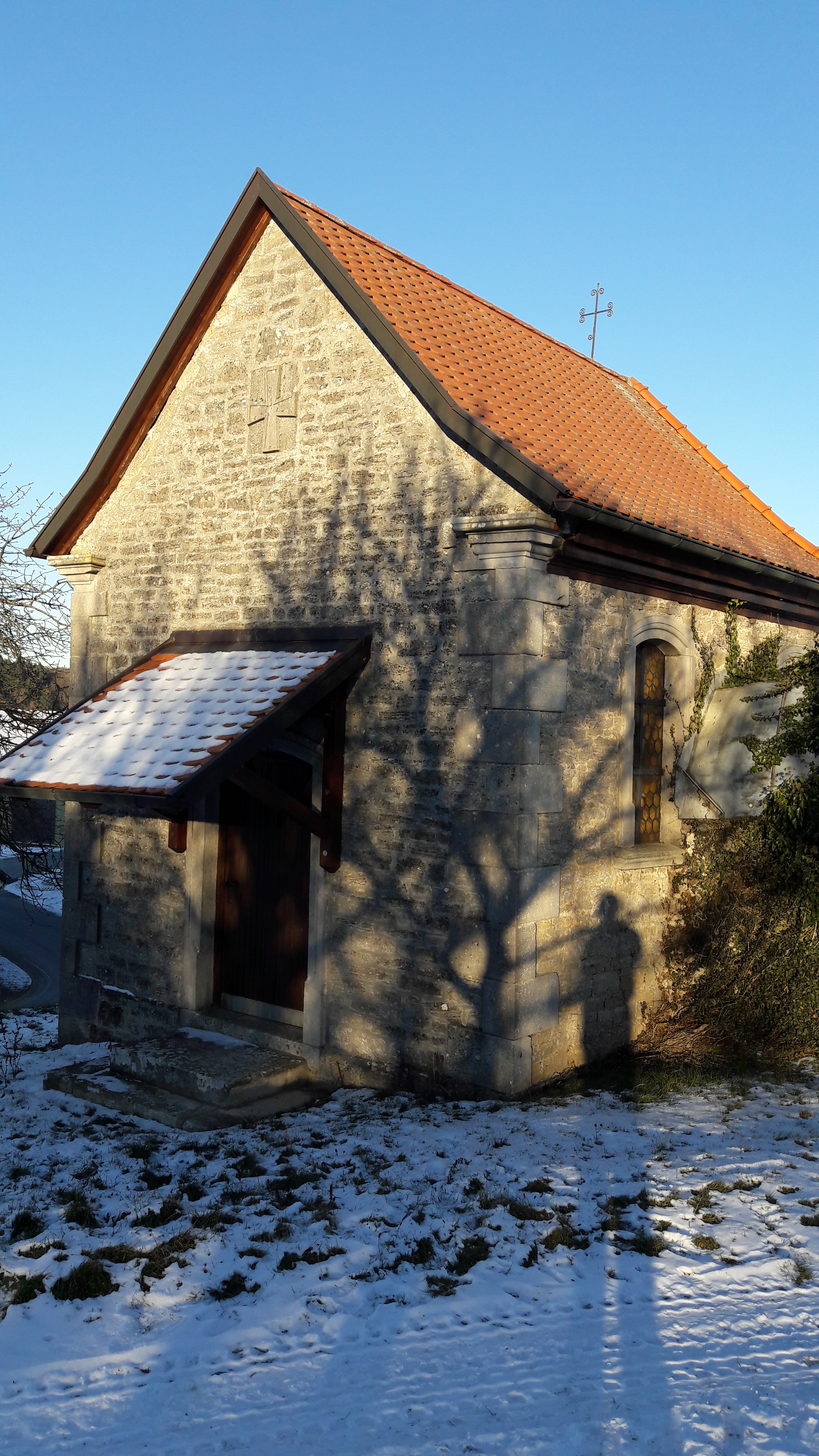
Die Hofkapelle in Hof Lilach (2017)

Die römisch-katholische Hofkapelle in Hof Lilach liegt im Zentrum des Weilers, der zur Gemeinde Wittighausen im Main-Tauber-Kreis gehört.

## Geschichte
Die Hofkapelle wurde im Jahre 1864 erbaut und besaß bis zum Jahre 1926 eine Pietà, welche im Jahre 1650 in der Werkstatt der Bildhauers Tilman Riemenschneider entstand. Sie wurde im gleichen Jahr vom Bankier Baron Rothschild für 45.000 Goldmark erworben. Heute besitzt die Hofkapelle, genau wie die Dorfkirche St. Martin in Poppenhausen, eine Kopie der Plastik.

## Kapellenbau und Ausstattung
Die im neuromanischen Stil erbaute Kapelle besitzt neben der Kopie einer Pietà eine Lourdesgrotte, die derjenigen im gleichnamigen Wallfahrtsort in Frankreich nachempfunden ist.

Ansichten der Hofkapelle
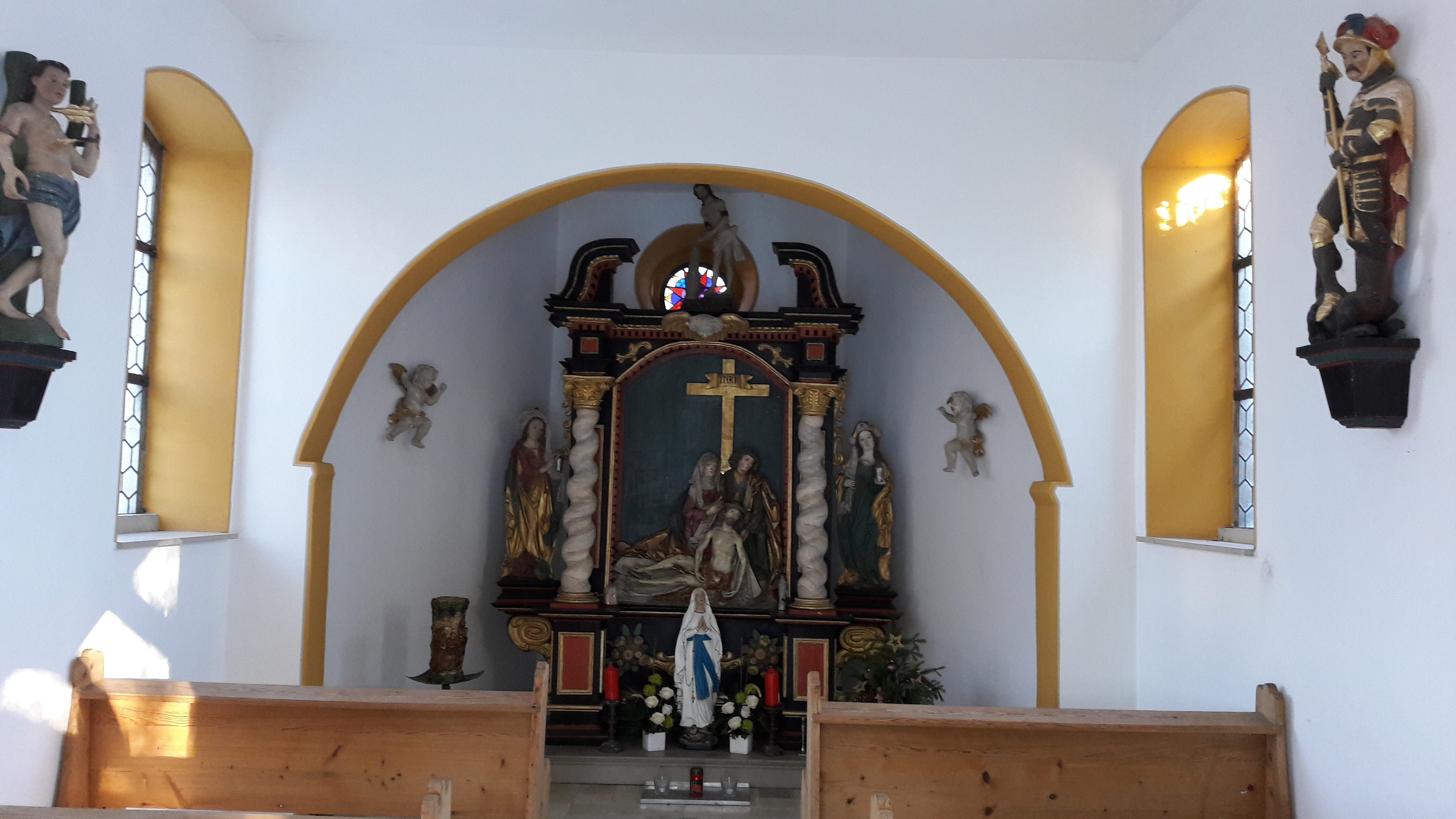
Blick in den Innenraum